# Aphanizomenon

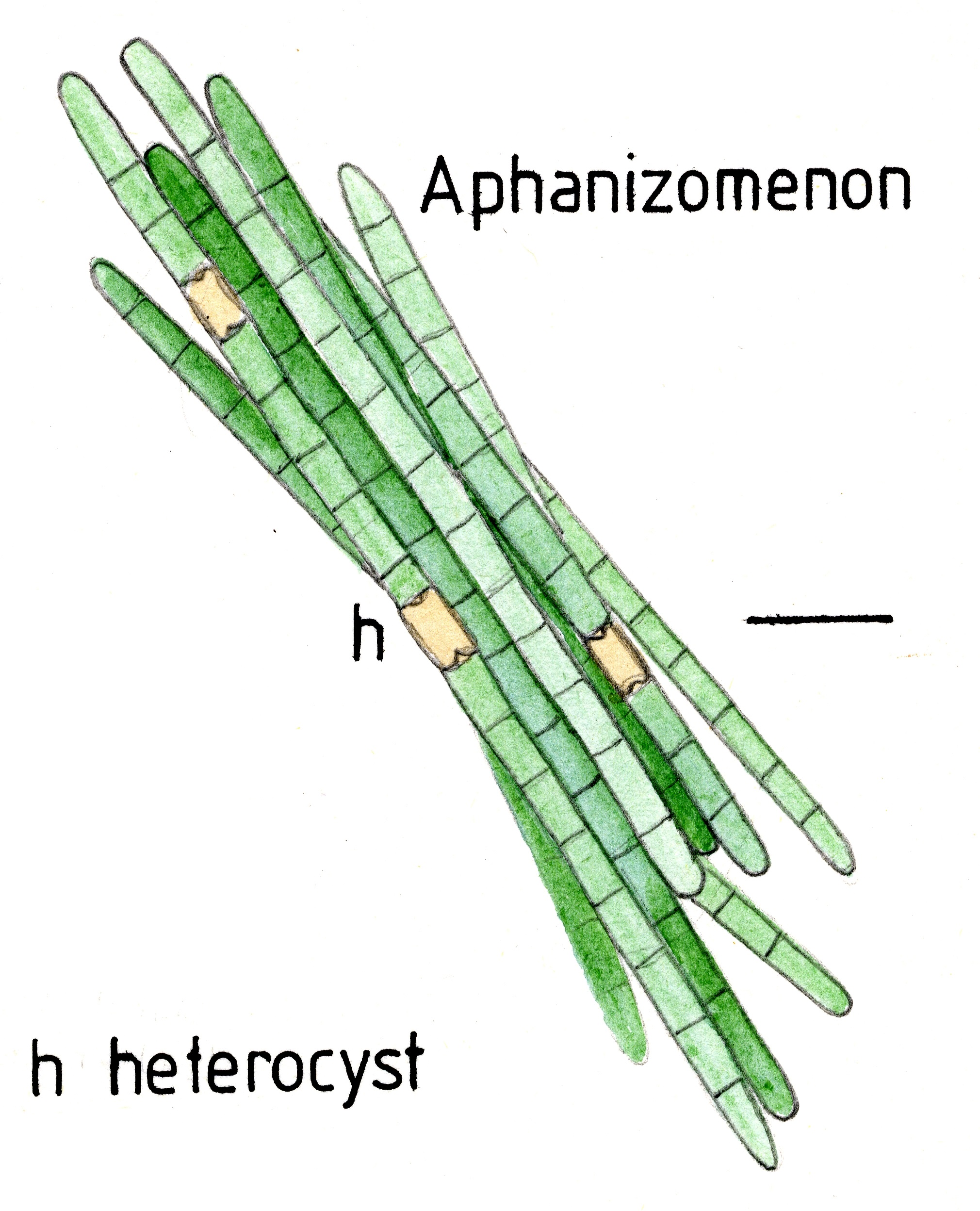
Illustration

Aphanizomenon ist eine Gattung der Cyanobacteria (früher „Blaualgen“ genannt). Typische Vertreter sind die Schlanke Wassernadel (A. gracile) und die Grüne Spanalge (oder Sichelalge der Karpfenteichwirtschaft) (A. flos-aquae).
Jeweils 20 bis 50 Zellen der Aphanizomenon-Arten bilden fadenförmige Kolonien, die sich ihrerseits büschelweise zusammenlagern, sodass makroskopisch sichtbare Aggregate entstehen. Diese schweben im Wasser und erzeugen den Eindruck etwa von Lärchennadeln. Insbesondere A. flos-aquae tritt in Form von Wasserblüten (Name!) massenhaft auf. Karpfenzüchter schätzen sie irrtümlich als Zeichen guter Fruchtbarkeit des betroffenen Teiches, dabei zeigt ihr Auftreten untrüglich eine einseitige Phosphat-Überdüngung an.